# Molukkeneule

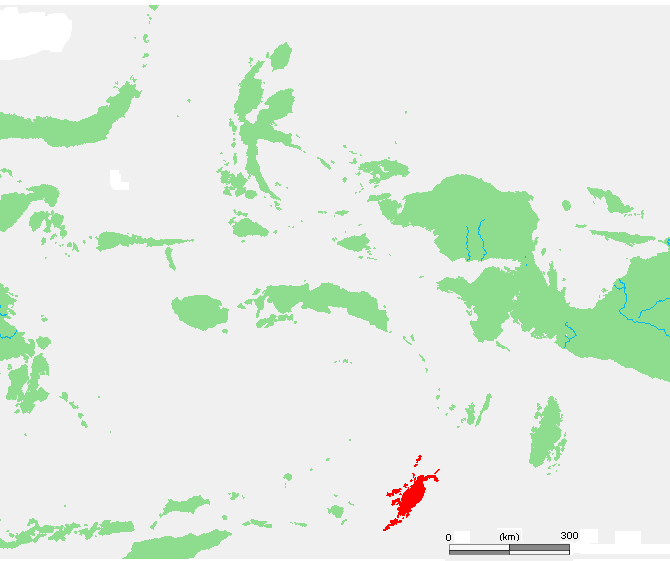
Lage der Tanimbarinseln

Die Molukkeneule (Tyto sororcula), auch Molukken-Schleiereule oder Tanimbarschleiereule genannt, ist eine Art aus der Gattung der Schleiereulen, die nur auf den Tanimbarinseln Yamdena und Larat sowie auf Buru vorkommt. Es ist eine äußerst seltene Art, für die bislang keine Beobachtungen in freier Wildbahn vorliegen. Die Beschreibung der Art basiert nur auf drei Bälgen, von denen zwei auf Tanimbar und einer auf Buru gesammelt wurden.

## Merkmale
Die Molukkeneule erreicht eine Körperlänge von 29 bis 31 Zentimetern. Die Körperoberseite ist graubraun und mit schwarz gerandeten weißen Flecken gesprenkelt. Der Gesichtsschleier ist blass rötlich braun mit einem dünnen, braunen Rand. Die Flügel und die Schwanzfedern sind grau bis rötlich braun mit dunklen Querbinden. 
Die Lebensweise der Eule ist unerforscht, aber vermutlich ähnlich den Arten derselben Gattung. Man geht davon aus, dass der Lebensraum der Molukkeneule die Primärwälder der Tiefebenen der beiden Inseln sind. Die Bewahrung der Wälder gilt als wesentlich für den Erhalt der Art.

## Stimme
Die Eule gibt drei bis vier schnelle Kreischtöne oder drei bis vier langgezogene, höhere Kreischtöne von sich.

## Unterarten
Die Nominatform T. s. sororcula lebt auf Yamdena und Larat im Tanimbar-Archipel. Die Unterart T. s. cayelii ist größer und mehr gelbbraun gefärbt. Sie bewohnt Buru und vielleicht auch Seram. Möglicherweise handelt es sich um eine selbstständige Art, zumal die taxonomische Stellung der Molukkeneule ungesichert ist.

## Belege

### Einzelbelege
1. 1 2  König & Weick, S. 222
2. ↑  Heimo Mikkola: Handbuch Eulen der Welt, S. 105